# Поляризованные реле
Поляризо́ванное реле́ — электромагнитное реле, в котором состояние коммутируемых контактов зависит от направления протекания тока в обмотке его электромагнита, то есть от полярности его подключения. Эта зависимость обеспечивается дополнительным магнитным потоком, который создаётся встроенным в магнитопровод постоянным магнитом.
Таким образом, положение якоря и состояние контактов при подаче тока в обмотку обусловлено взаимодействием двух магнитных потоков — управляющего, порождаемого током в обмотке, и поляризующего, создаваемого постоянным магнитом.
В отличие от нейтрального реле, поляризованное реле срабатывает только от действия постоянного тока.

## Конструкция
Обычно поляризованное реле состоит из ферромагнитного магнитомягкого сердечника (ярма) с двумя намагничивающими обмотками, подвижного ферромагнитного якоря и контактной системой. Якорь связан с контактной системой, как правило, состоящей из одного переключаемого контакта. Начальный постоянный магнитный поток в ярме создаётся с помощью постоянного магнита — элемента ярма.
Обычно ярмо имеет Ш-образную форму, с двумя или одной обмотками, расположенными на крайних стержнях ярма. Постоянный магнит, расположенный в разрыве среднего стержня магнитопровода ярма, порождает в отсутствие тока обмоток симметричный поток магнитного поля в крайних стержнях. Между полюсными наконечниками крайних стержней находится якорь, который может быть притянут к «левому» или «правому» стержню ярма. При подаче тока в эти две обмотки якорь, в зависимости от полярности тока, перемещается к одному из стержней, а именно к тому, где напряжённость магнитного поля в немагнитном (воздушном) зазоре больше, так как взаимодействие магнитных потоков усиливает поле в одном из зазоров и ослабляет его в другом.

## Разновидности
Поляризованные реле по величине коммутируемого тока являются слаботочными устройствами, предельно допустимый ток через его контакты — менее нескольких десятков мА. Также в этих реле редко выполняется многоконтактная коммутирующая система — практически во всех типах имеется один «перекидной» контакт. Тип в основном определяется конструкцией пружинной системы якоря.
По способу коммутации реле делятся на два основных типа:
- с запоминанием состояния коммутации контактов после снятия управляющего тока обмоток;
- с размыканием контактов после снятия управляющего тока обмоток. Якорь этого реле может занимать три положения.

В авиации для защиты источников постоянного тока применяется силовое поляризованное реле особой конструкции — дифференциально-минимальное реле (ДМР).
Также существуют бесконтактные поляризованные реле — электронные устройства, функционально эквивалентные электромагнитным поляризованным реле, но построенные совершенно на иных принципах — это электронные полупроводниковые устройства или построенные по принципам магнитных усилителей. Такие устройства устойчиво работают в условиях сильных вибраций и ударов. Реле, построенные в виде магнитных усилителей, имеют магнитную систему с несколькими обмотками и работают на переменном токе: при подмагничивании сердечника постоянным током того или иного направления меняется реактивное сопротивление вторичной обмотки положительным или отрицательным полуволнам переменного тока. Изменение вторичного тока усиливается другим элементом, как правило, обычным неполяризованным реле.
Четыре таких реле типа 6С4.579-00-1 являются главными элементами блока усиления и коммутации 6Ц254, работающего в системах перемещения закрылков и крыла СПЗ-1А и СПК-2 самолётов Ту-22М, Ту-154 и других. Работают эти реле на переменном напряжении 36 В частотой 400 Гц, сравнивают постоянные напряжения потенциометров до 27 В с порогом срабатывания до 0,65 В.

## Применение
Используются в автоматике, телемеханике, системах связи и др.
Поляризованные реле обладают высокой чувствительностью, большим коэффициентом усиления и малым временем срабатывания, поэтому их применяют в схемах маломощной автоматики в тех случаях, когда требуется большая чувствительность или быстродействие.

## Фазочувствительное реле
Электромеханическое фазочувствительное реле, как правило, работает на индукционном принципе, то есть по конструкции схоже с индукционным электросчётчиком или двухфазным двигателем. Якорь его выполнен в виде алюминиевого диска, возле которого расположены две обмотки. Якорь удерживается в нейтральном положении пружиной и связан с контактной группой. Если фазы токов обеих обмоток совпадают, то якорь отклоняется вверх, если фазы противоположны — то вниз.
Подобные реле широко применяются в устройствах железнодорожной автоматики как путевые реле: одна обмотка запитана напрямую от источника питания, вторая включена в рельсовую цепь. Если РЦ свободна, то диск поднимается вверх и замыкает контакты, сообщающие о свободности пути, если путь занят, то якорь занимает нейтральное положение, а отклонение диска вниз означает пробой изолирующих стыков и ложное питание от соседней РЦ — смежные рельсовые цепи запитываются напряжениями противоположных фаз.